# Maurits Lodewijk Quarles van Ufford
Jhr. Maurits Lodewijk Quarles van Ufford (Rotterdam, 4 mei 1910 - Zwolle, 2 maart 1944) was een Nederlands politicus.
Quarles van Ufford was een zoon van jhr. mr. Johan Willem Quarles van Ufford (1882-1951) en Adrienne Désirée barones Mulert tot de Leemcule (1888-1981).
In 1921 verhuisde het gezin naar de provincie Zeeland omdat zijn vader daar benoemd was tot commissaris van de Koningin. Zelf is hij afgestudeerd in de rechten aan de Rijksuniversiteit Utrecht en hij was daarna volontair bij de gemeente 's-Heer Arendskerke. Op 15 februari 1937 werd Quarles van Ufford, 26 jaar oud, burgemeester van de nieuwe gemeente IJsselmuiden. De gemeente was op 1 januari ontstaan uit een samenvoeging van de gemeenten IJsselmuiden, Grafhorst, Wilsum, Kamperveen en Zalk en Veecaten. Mogelijk kreeg hij bij zijn installatie de ambtsketen van de gemeente Kamperveen om zijn hals gehangen, omdat er geen ambtsketen voor de nieuwe gemeente IJsselmuiden zou zijn geweest.. In november 1943 werd Quarles van Ufford getroffen door kinderverlamming. Wethouder en locoburgemeester Van Engelen nam zijn taken waar.
Jhr. mr. M.L. Quarles van Ufford was getrouwd met Jurjana Margriet barones de Vos van Steenwijk genaamd van Essen tot Windesheim (1914-1997) met wie hij twee kinderen kreeg. Hij overleed in maart 1944, 33 jaar oud. Quarles van Ufford werd begraven op begraafplaats "De Zandberg" in IJsselmuiden. In Wilsum is een straat naar hem genoemd, de Quarles van Uffordweg. Zijn weduwe hertrouwde met jhr. Willem Frederik Quarles van Ufford; een jongere broer van hem die burgemeester van onder andere Putten is geweest.